# Восточно-христианский очаг
Восточно-христианский очаг (фр. Foyer Oriental Chretien) — католическая организация, существовавшая в Брюсселе, Бельгия.

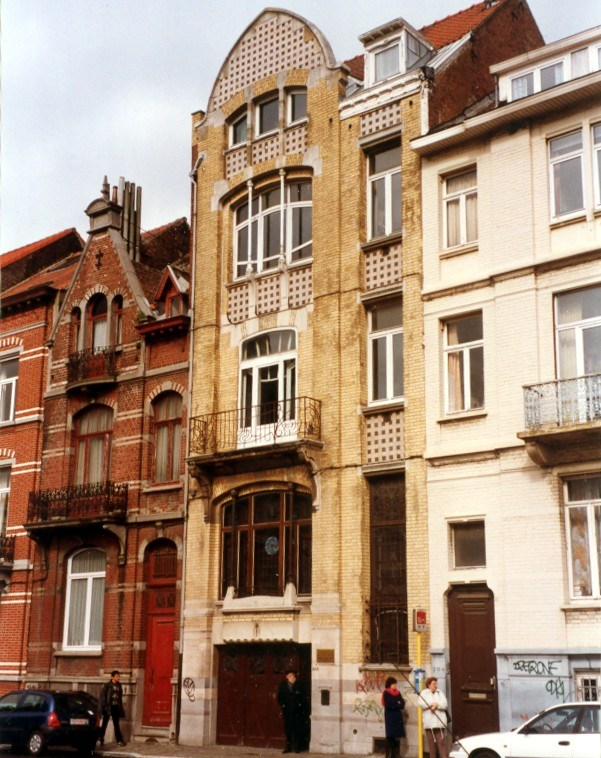
Резиденция "Foyer Oriental Chretien" в Брюсселе

## История
Восточно-христианский очаг был основан в Брюсселе Ириной Посновой в 1951 году на базе созданной ею же в 1945 году организации «Бельгийский комитет религиозной документации о Востоке» (фр. Comité belge de documentation religieuse pour l’Orient).

«По предложению исходящему от русских католиков дом был назван „Foyer chretien oriental — Восточно-христианский очаг“ для того, чтобы он мог быть центром для всех восточных католиков, особенно для представителей славянских стран».

При центре по адресу avenue de la Couronne, 206 действовало издательство «Жизнь с Богом» (фр. Éditions «La vie avec Dieu), выпускавшее книги и периодику на русском языке, а также была домовая церковь Благовещения Пресвятой Богородицы византийско-славянского обряда, или по другой терминологии — греко-католическая, где служили в синодальной или российской традиции.
Летом 1954 года был нанят дом, где оборудован храм в честь Благовещения Пресвятой Богородицы и при приходе была организована библиотека имени Владимира Сергеевича Соловьёва.
Центр и его сотрудники фактически составили одно целое с издательством «Жизнь с Богом». Они также готовили радиопередачу «Мир и свет жизни».
В центре, помимо Ирины Посновой, работали или были тесно связаны с ним:
- кардинал Евгений Тиссеран
- епископ Александр Евреинов
- епископ Андрей Катков
- епископ Павел Мелетьев
- епископ Болеслав Слосканс
- священник Станислав Тышкевич
- священник Иоанн Корниевский
- священник Кирилл Козина
- священник Антоний Ильц
- священник Александр Мень
- священник Валент Роменский
- игуменья Серафима Мелетьева
- пастор Алексей Павлович Васильев
- профессор Михаил Николаевич Гаврилов
- писатель Борис Николаевич Ширяев
- философ Николай Сергеевич Арсеньев

## Архив и Библиотека
Архив и Библиотека после закрытия центра в 2000 году перевезены в центр «Христианская Россия» (ит.: «Russia Cristiana») в Сериате, Италия.